# Heilig Hartbeeld

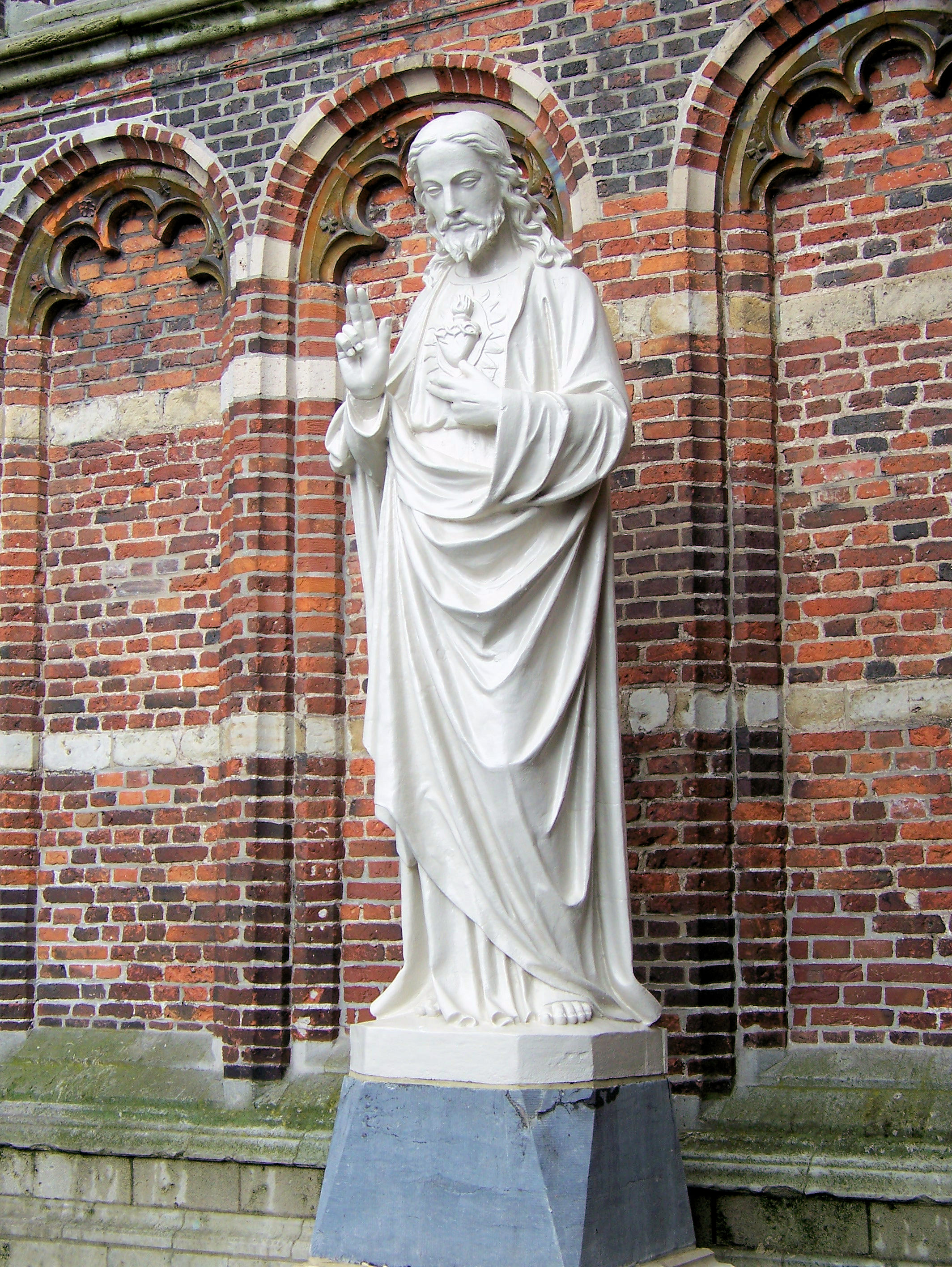
Heilig Hartbeeld (1919) in Oosterhout

Een Heilig Hartbeeld is een standbeeld gewijd aan het Heilig Hart van Jezus.

## Achtergrond
Van de devotie tot het Heilig Hart is al sprake in de 13e eeuw. Rond de wisseling van 19e naar de 20e eeuw werd de Heilig Hartverering door de Rooms-katholieke Kerk nieuw leven ingeblazen in reactie op een toenemend anti-religieuze buitenwereld (liberalisme en socialisme). Door de Heilig-Hartdevotie zou de volksklasse op een meer persoonlijke, gevoelsmatige wijze haar geloof kunnen beleven en versterken, was de gedachte.

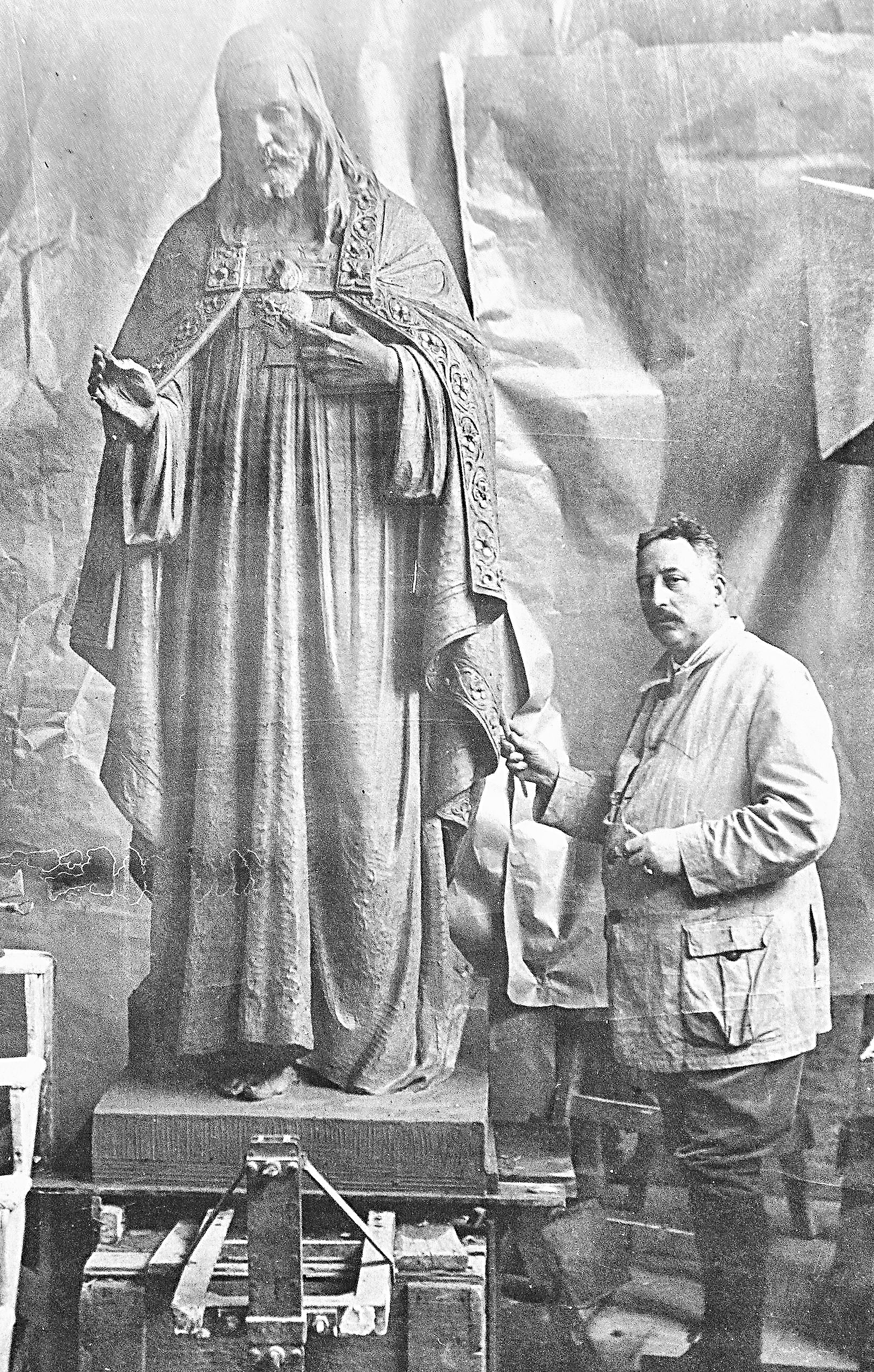
August Falise bij het beeld dat hij maakte voor Sappemeer en Reuver.

In deze periode werden veel katholieke kerken gebouwd gewijd aan het Heilig Hart, zoals de Sacré-Cœur in Parijs, met het mozaïek Christus in majesteit, en de Heilig Hartkerken in Tilburg, Breda en Oss. 
Veel Heilig Hartbeelden werden geplaatst in en rond kerken. Op de Heilig Hartkerk in Eindhoven staat zelfs een H. Hartbeeld bovenop de kerktoren. In Nederland zijn de Heilig Hartbeelden vooral te vinden in de provincies Noord-Brabant en Limburg. Het merendeel daarvan is opgericht rond 1920. Kleinere versies vonden, net als andere Heiligenbeelden, hun weg naar de huizen van parochianen.
Beeldhouwers die verantwoordelijk waren voor beelden in de openbare ruimte zijn in Nederland onder anderen Aloïs De Beule, Jan Custers, August Falise, Leo Jungblut, J.P. Maas, Van Bokhoven en Jonkers. Niet elke plaats kreeg een nieuw beeld; er zijn bijvoorbeeld veel afgietsels gemaakt van een Heilig Hartbeeld van de Fransman Jules Déchin. Meerdere beelden in Nederland zijn erkend als rijksmonument.
Maria
Na 1875 groeide de verering van Maria onder de titel: "Onze Lieve Vrouw van het Heilig Hart van Jezus". Later ontstond er devotie rond het Heilig Hart van Maria. De beelden waar Maria met een Heilig Hart of Onbevlekt Hart wordt afgebeeld, worden niet als Heilig Hartbeelden aangeduid. Een enkele keer zijn beide vormen samen te zien, zoals in de gevel van de Goirkese kerk in Tilburg, waar zowel een Heilig Hartbeeld als een beeld van O.L. Vrouw van het H. Hart van Jezus als nisbeeld staan.

## Vorm
Een Heilig Hartbeeld bestaat in de regel uit een staande Christusfiguur, gekleed in een lang geplooid gewaad. Meestal is op de borst een vlammend hart zichtbaar. De handen kunnen zegenend zijn opgeheven of wijzen naar het hart. In een aantal gevallen werden bijfiguren geplaatst, vaak in een driehoekscompositie, voorbeelden hiervan zijn de beelden in Dinther en 's-Hertogenbosch. Vooral na de instelling van het feest van Christus Koning in 1925 werd Christus ook als koning verbeeld, met koninklijke attributen als een kroon of scepter. Zeldzaam is de vorm waar Christus zit op een troon, zoals in Posterholt, Schijndel en Sibbe.
Het materiaalgebruik wisselde sterk, er zijn onder meer beelden gemaakt van brons, kalksteen en gietijzer.

## Fotogalerij

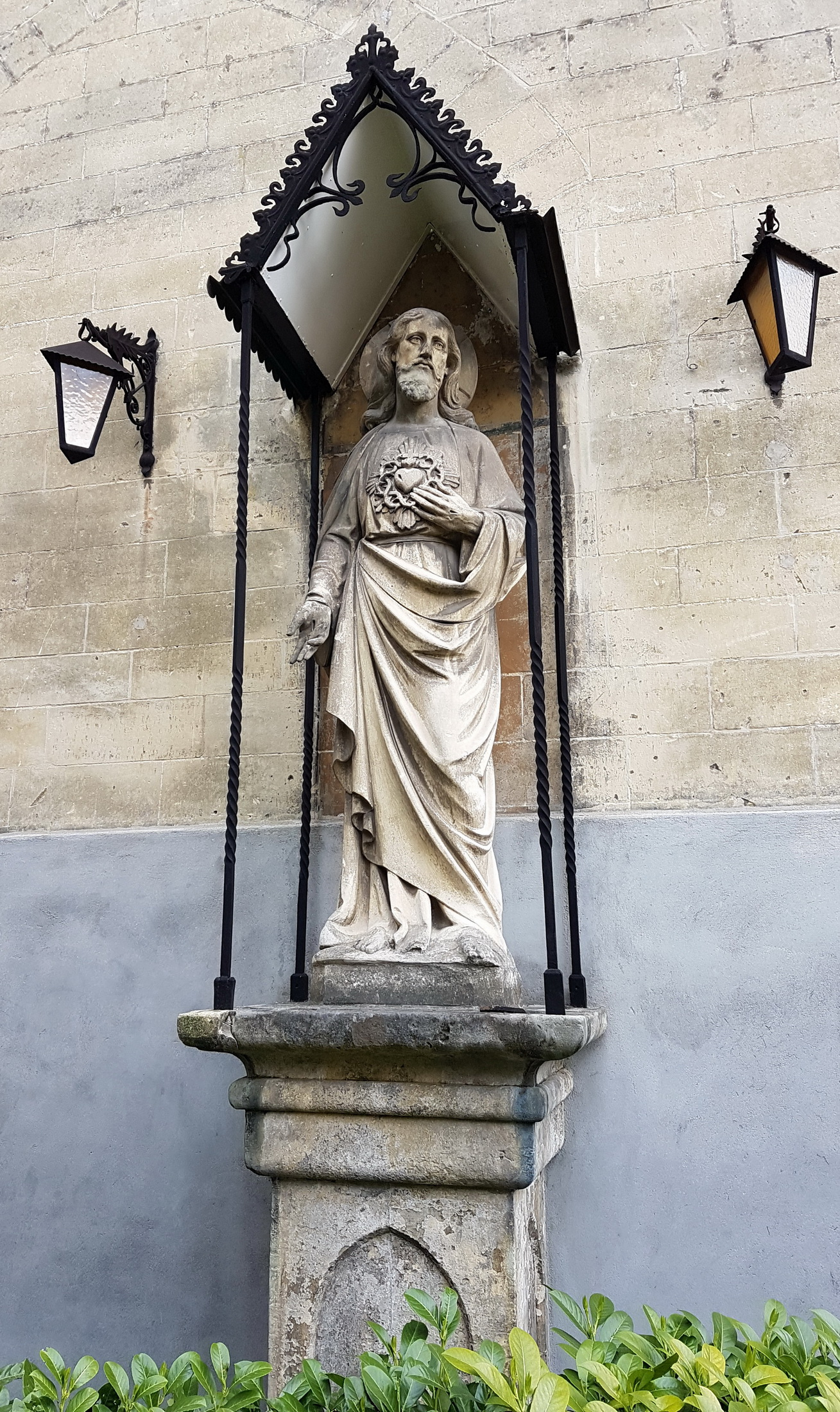
Valkenburg (1916)
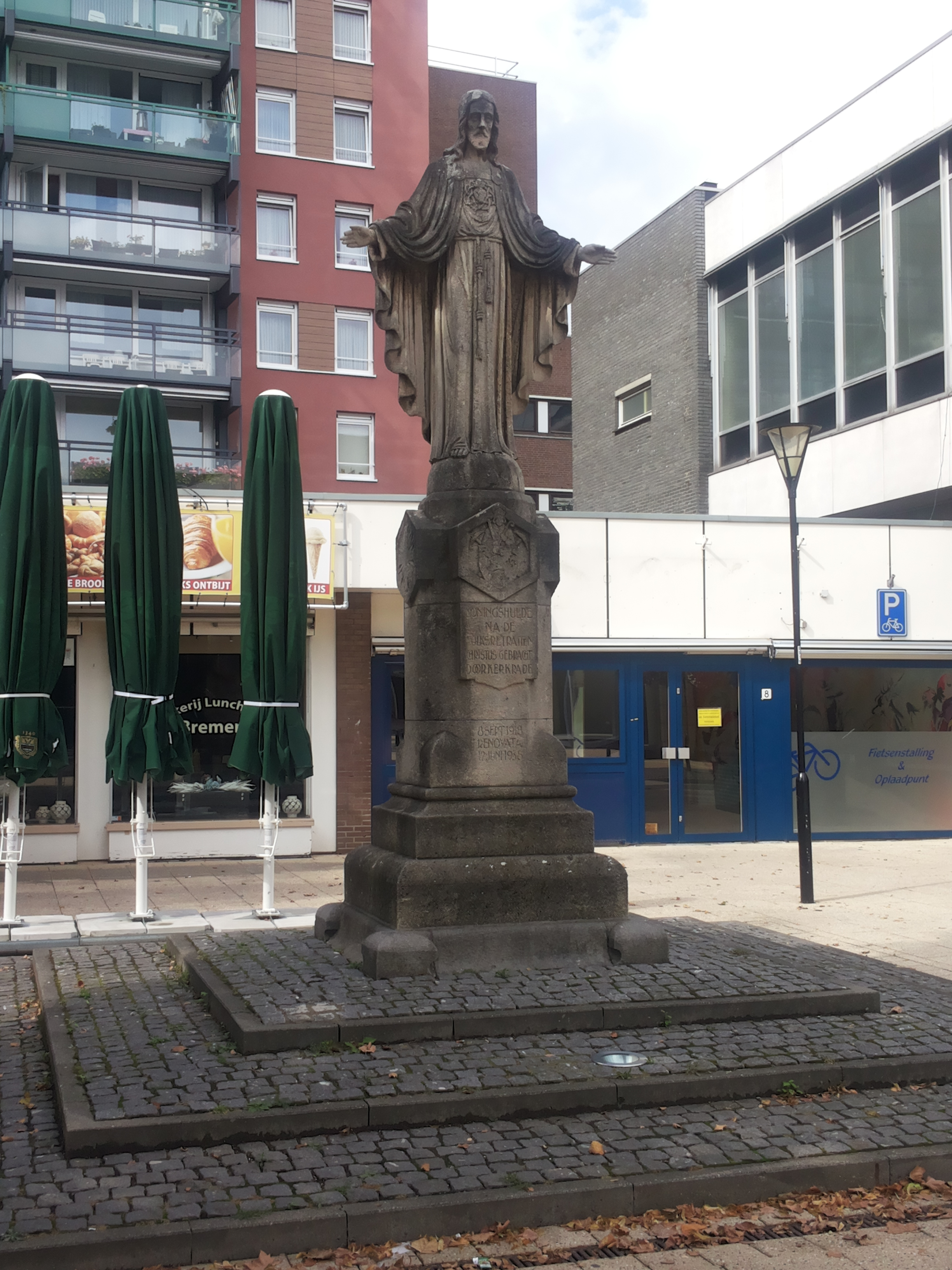
Kerkrade (1918)
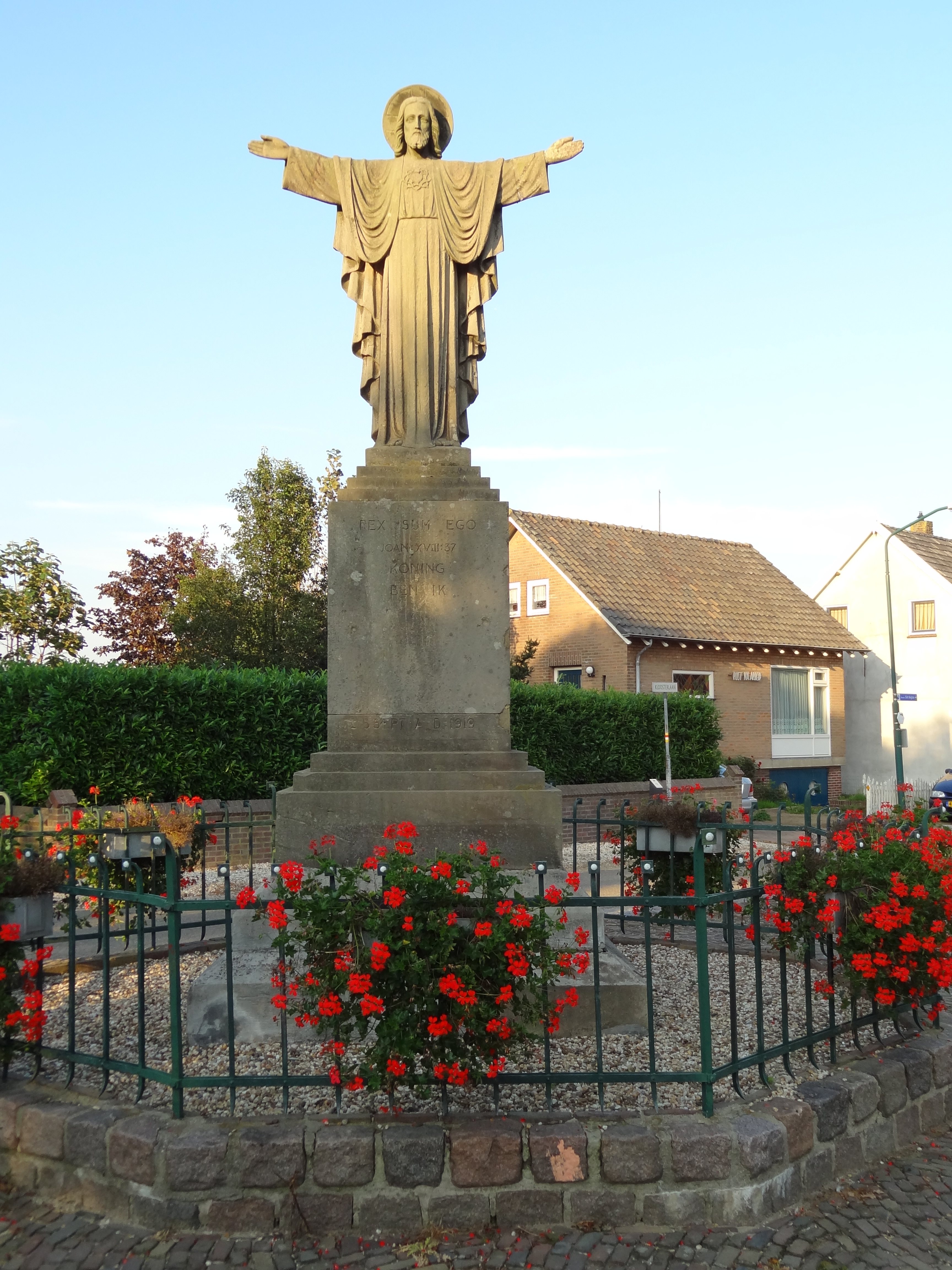
Sint Agatha (1919)
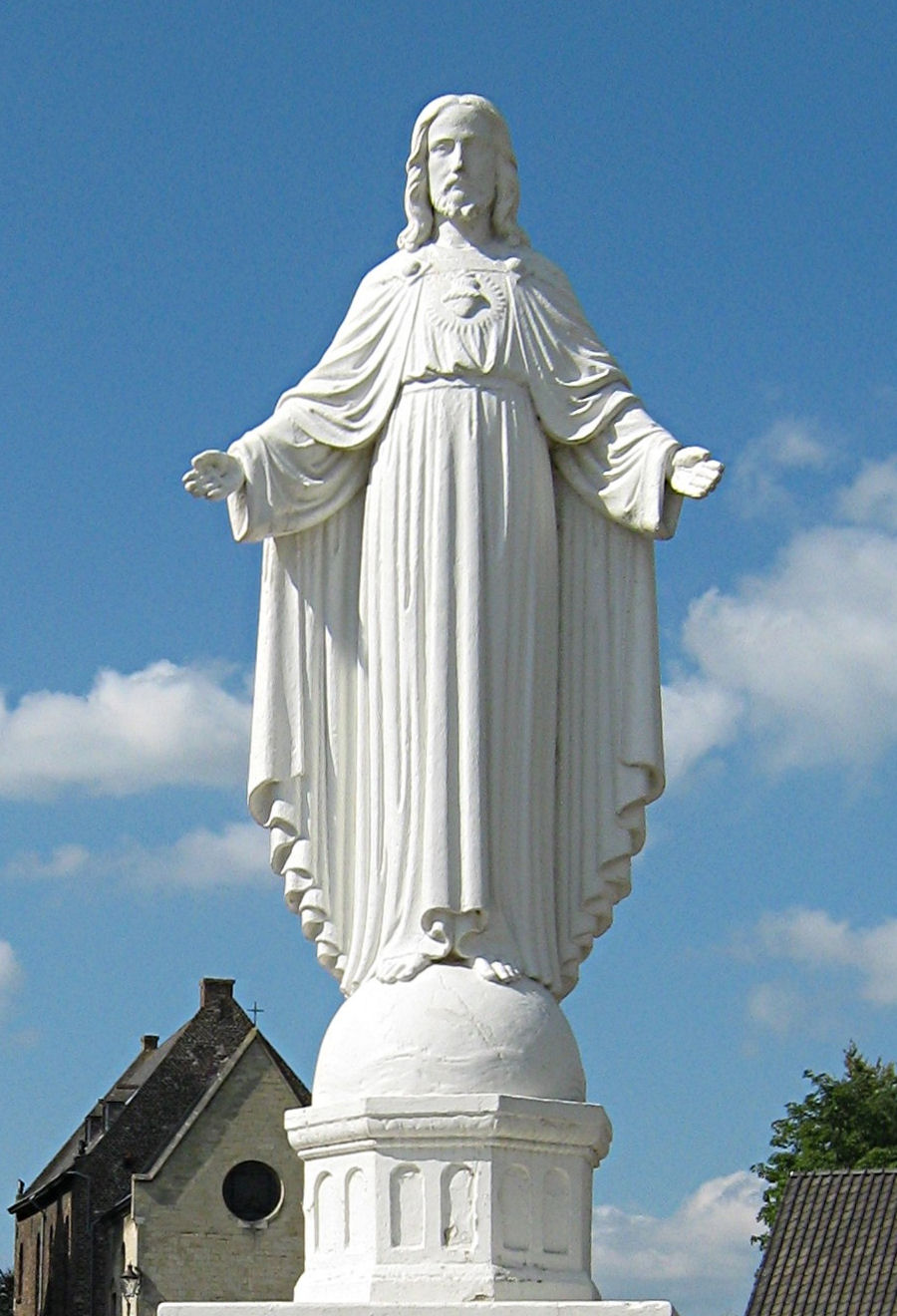
Sint Odiliënberg (1920)
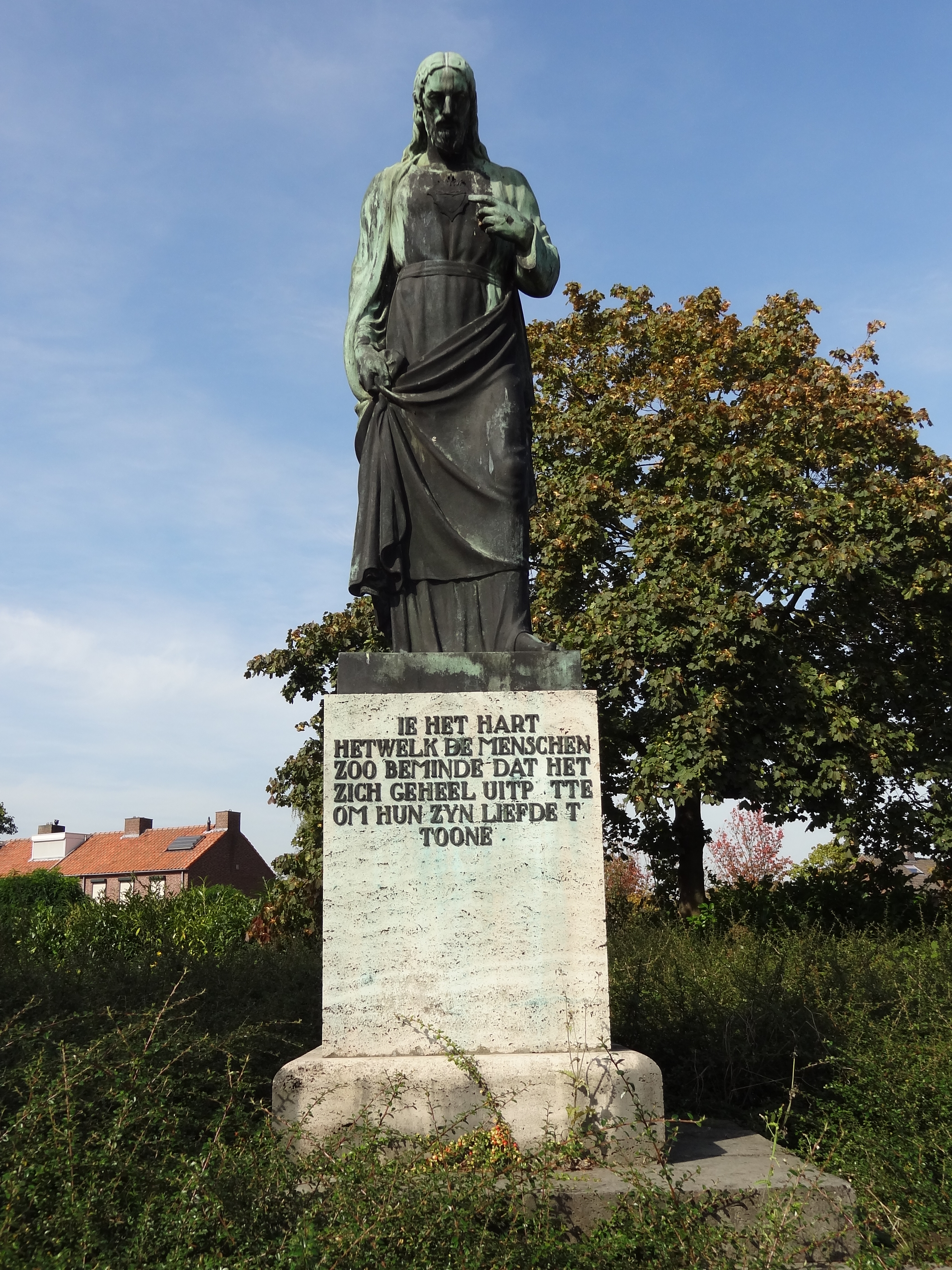
Boxmeer (1920)
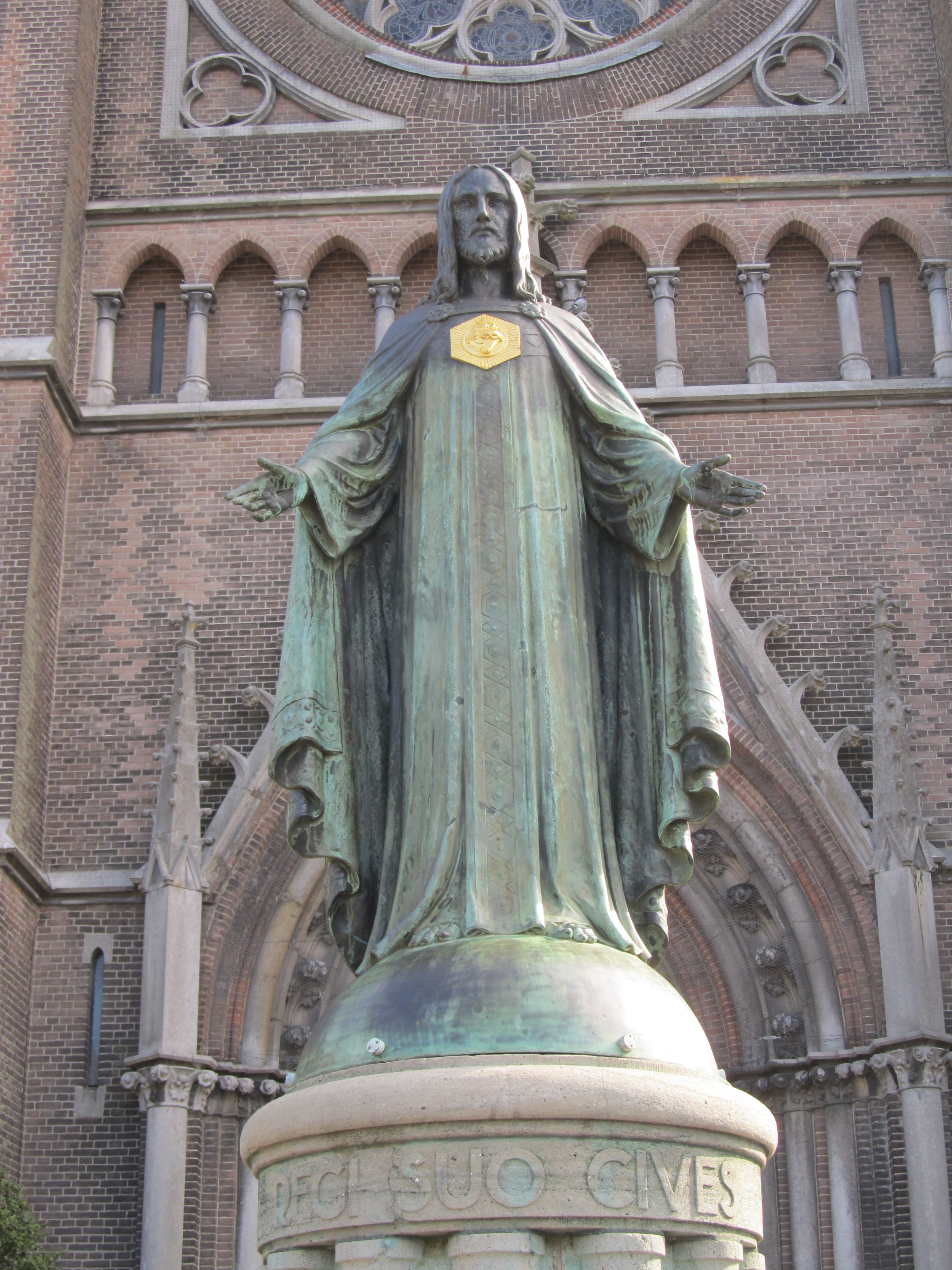
Tilburg (1921)
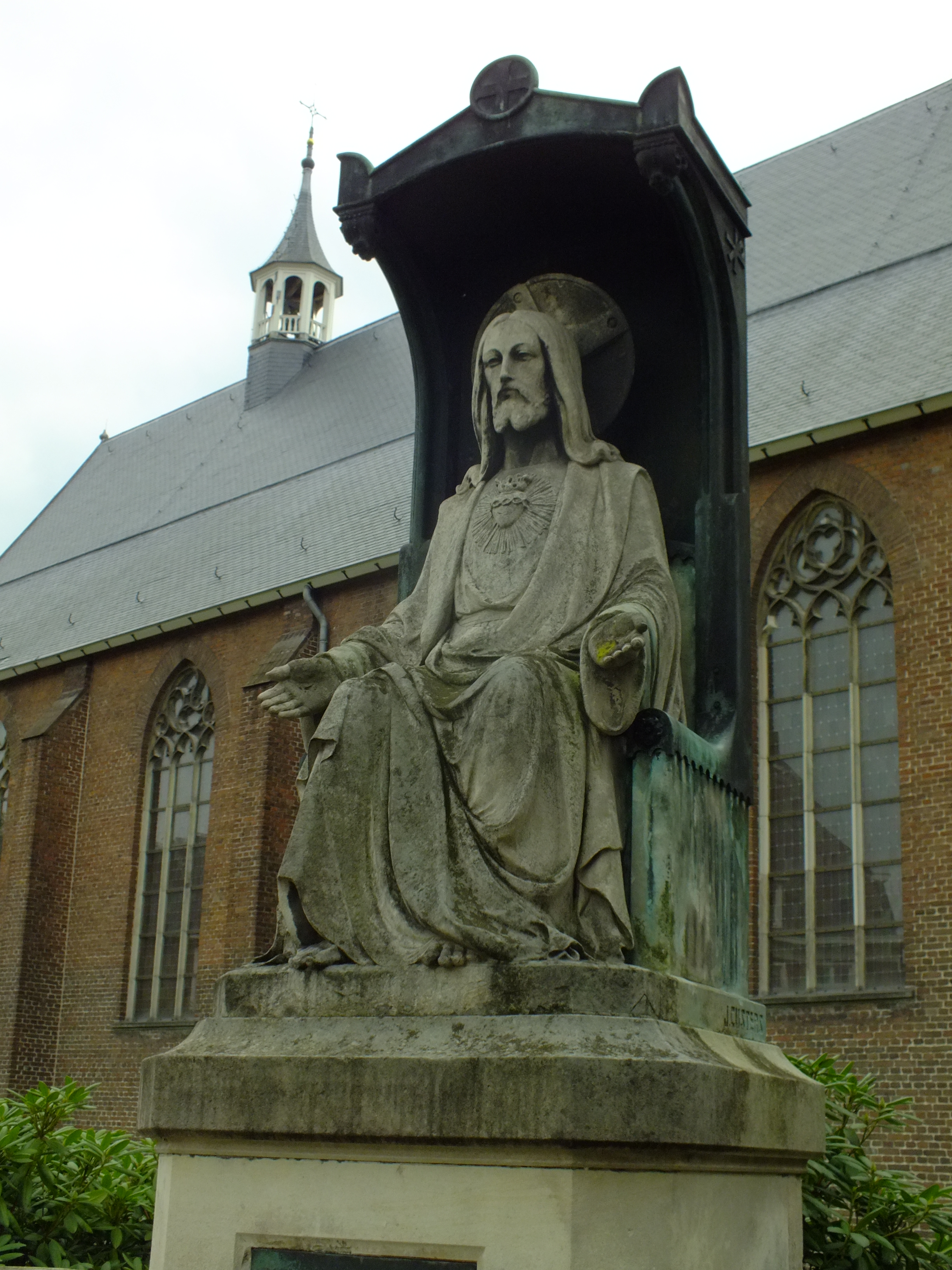
Schijndel (1922)
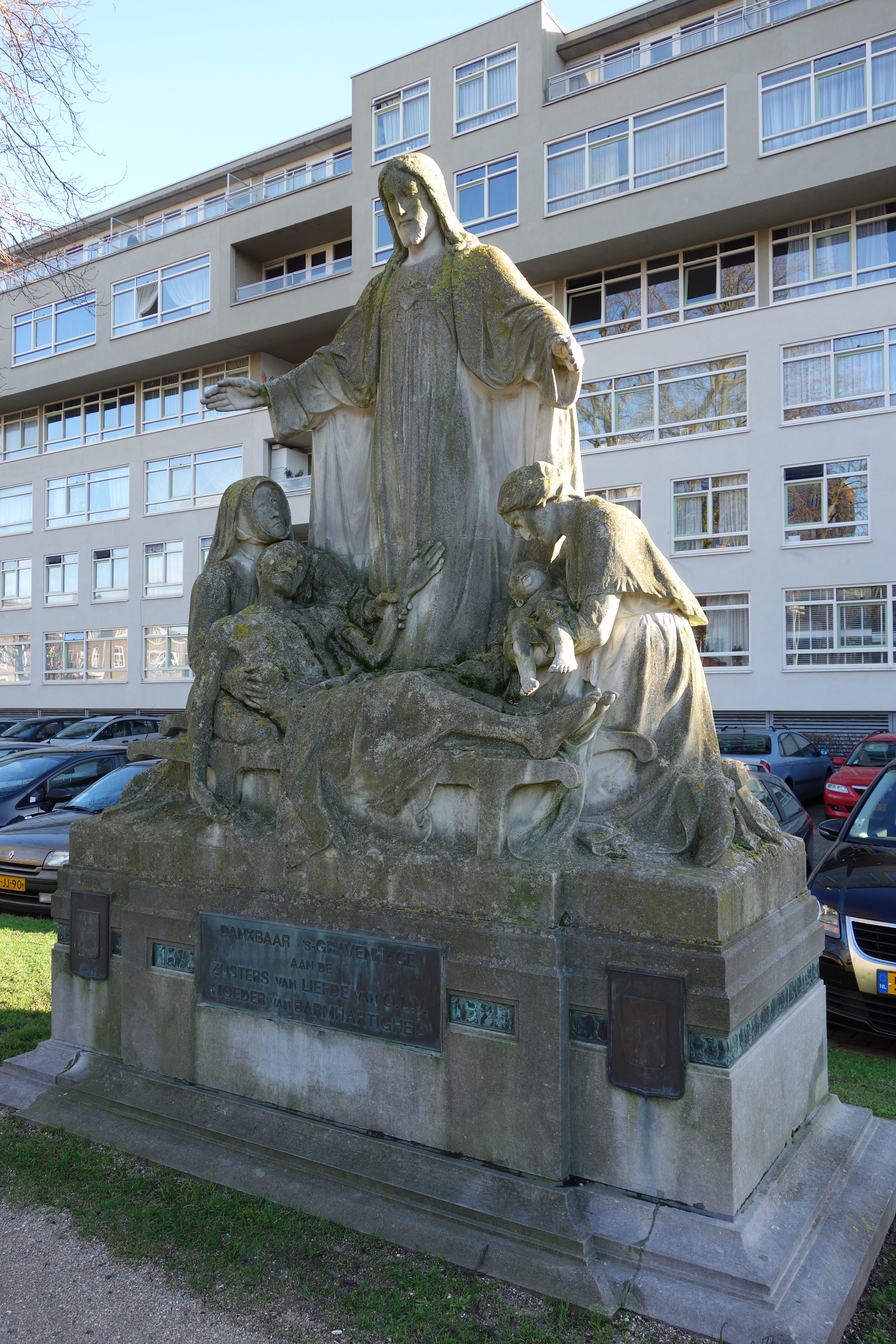
Den Haag (1923)
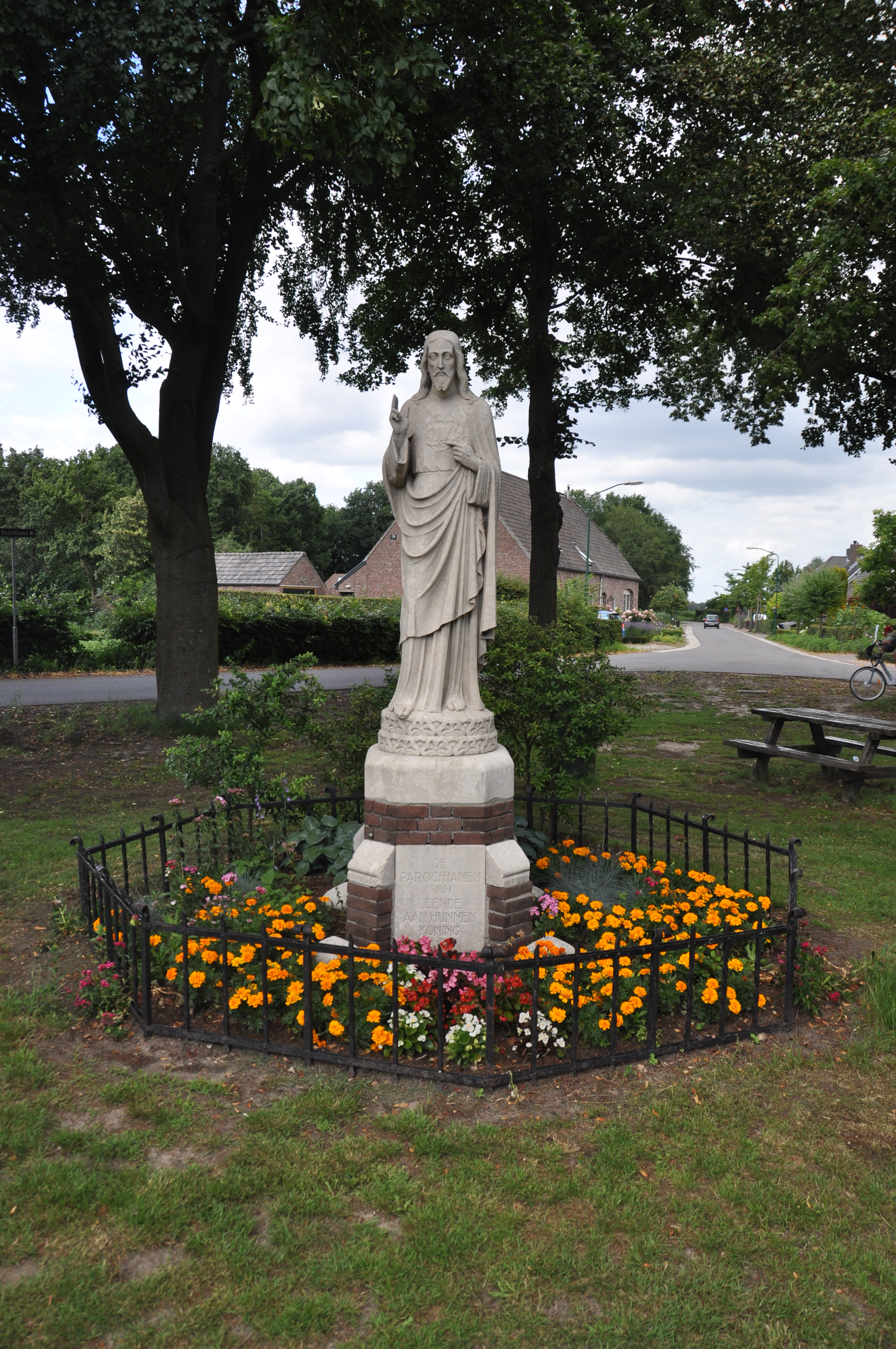
Leende (1924)
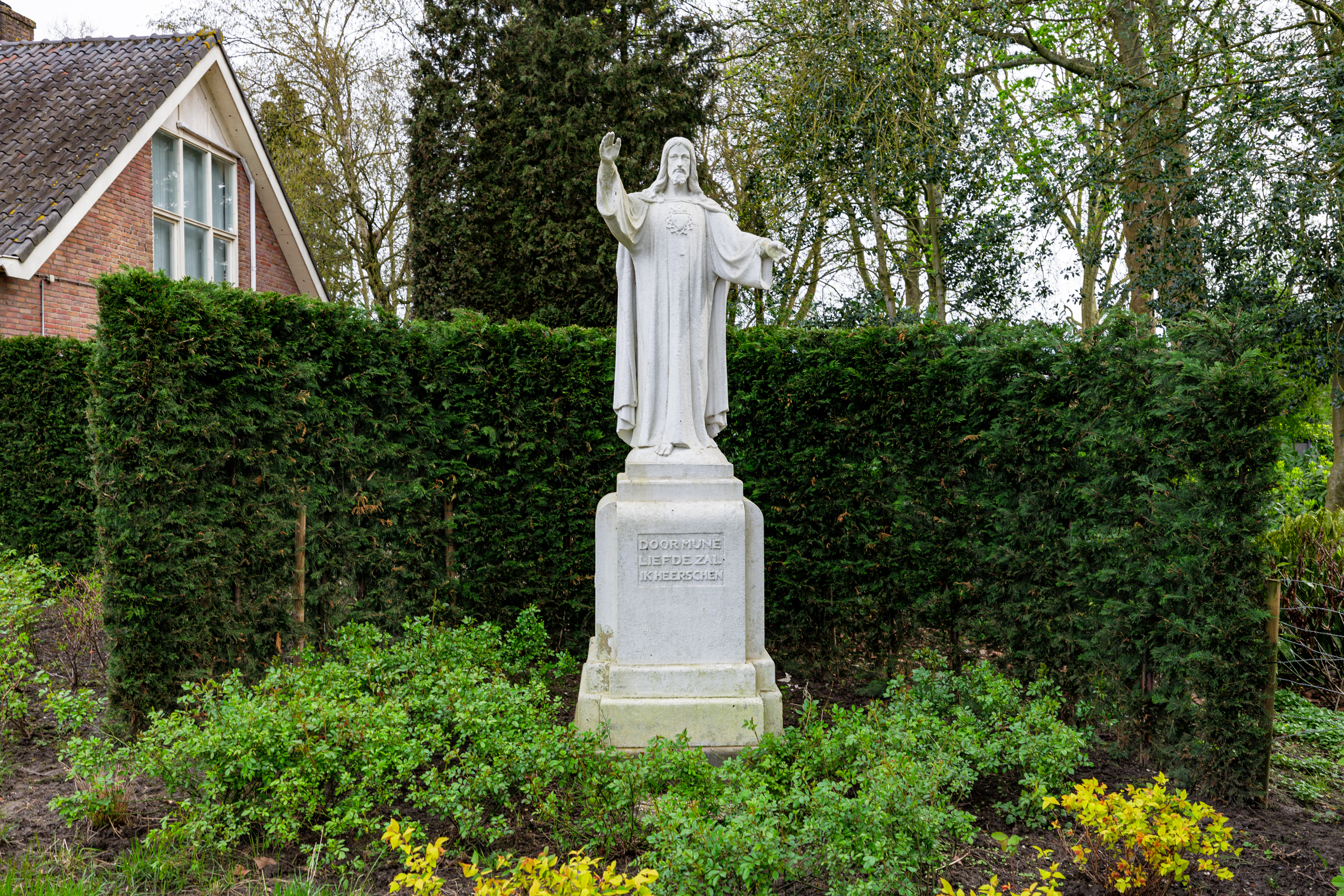
Schoonhoven (1925)
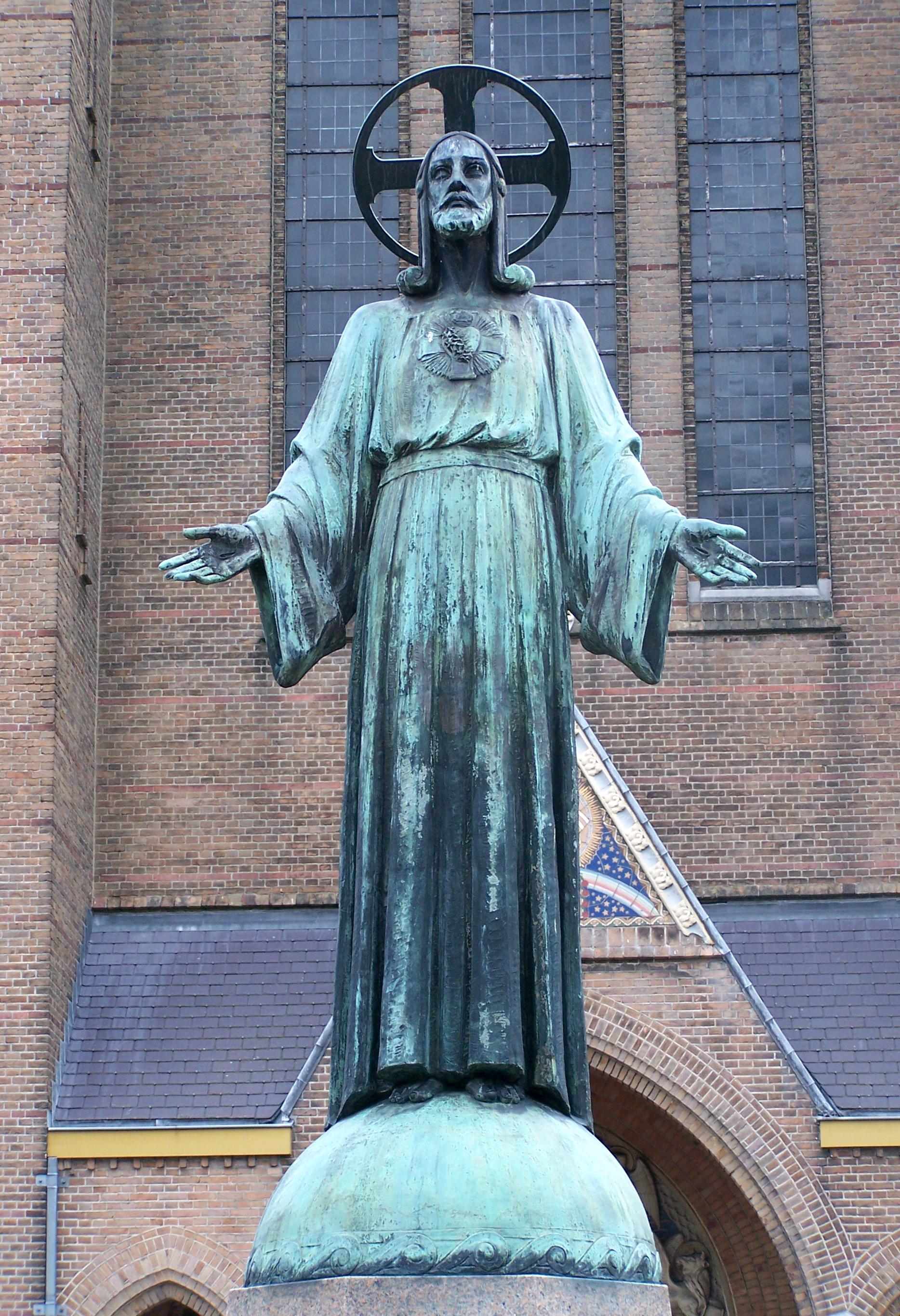
Breda (1926)
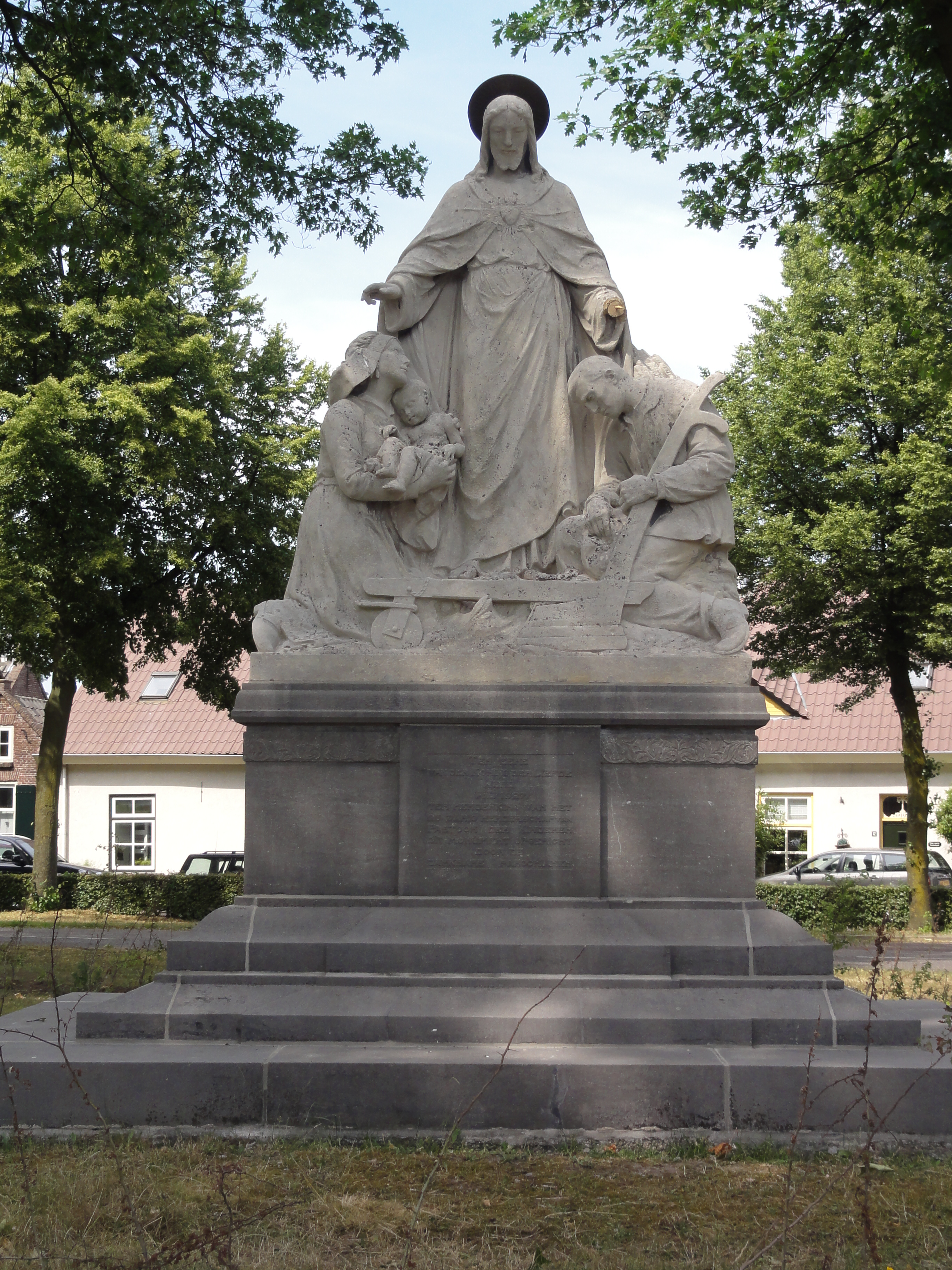
Dinther (1927)
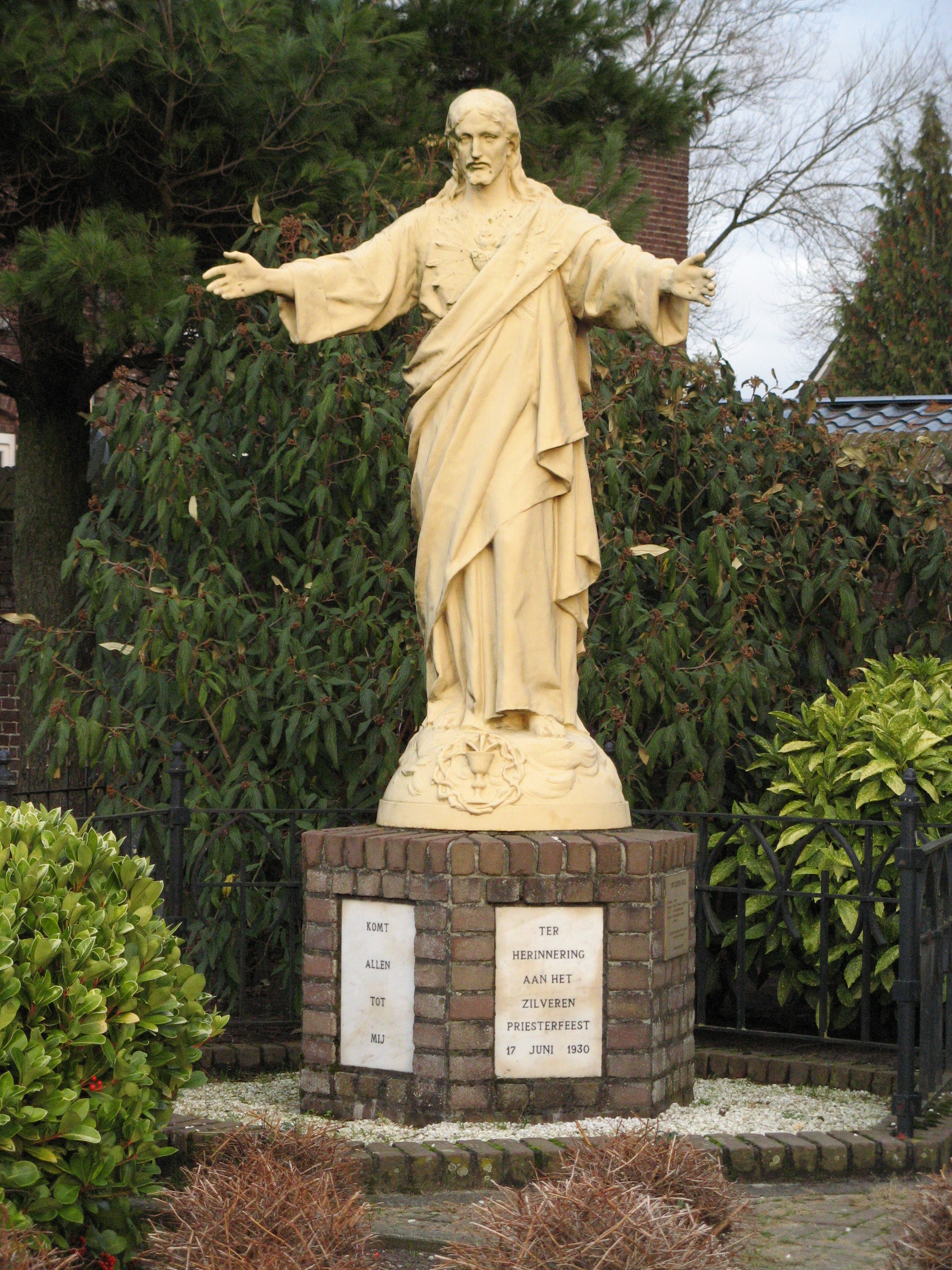
Oploo (1930)
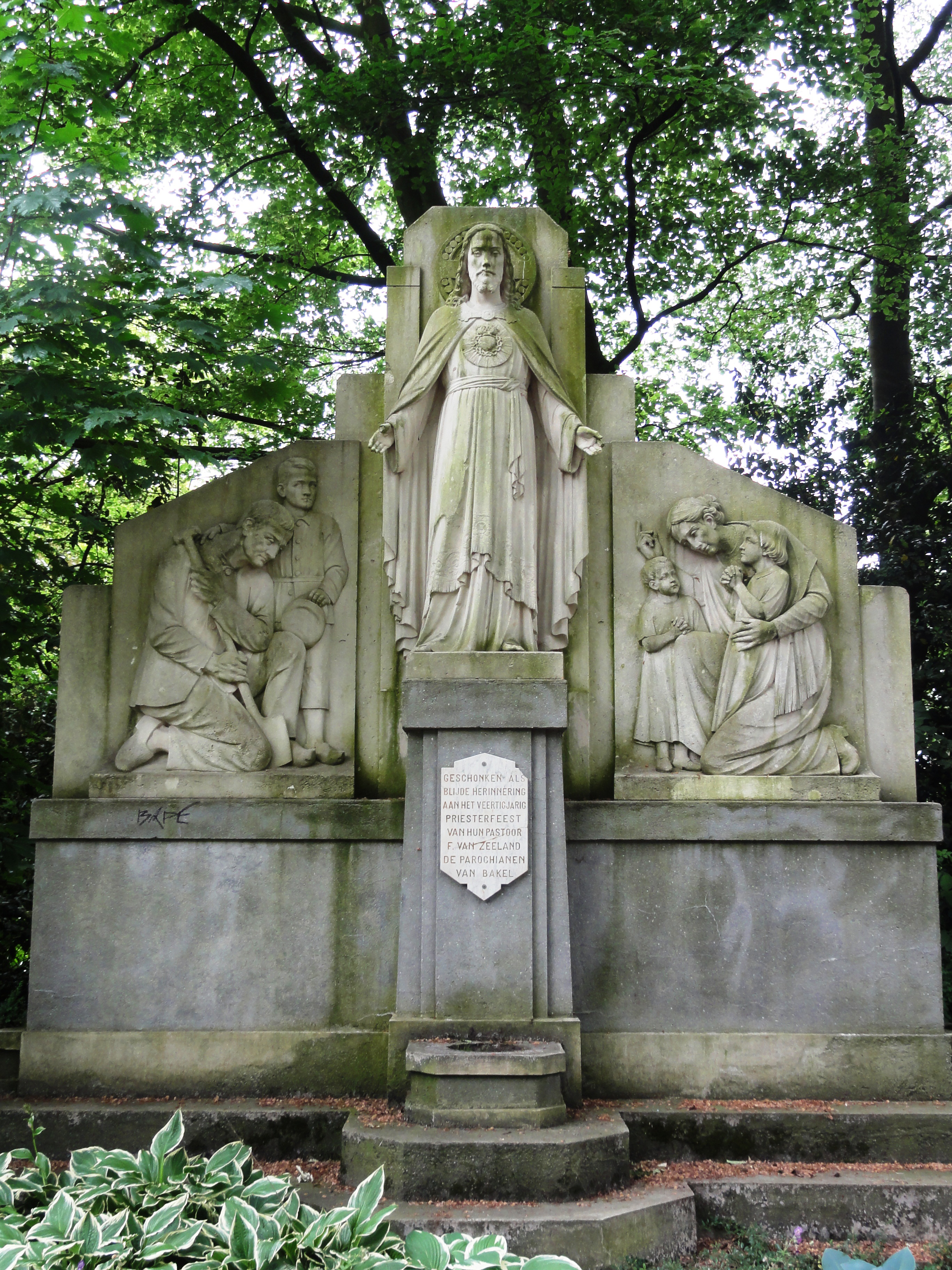
Bakel (1934)
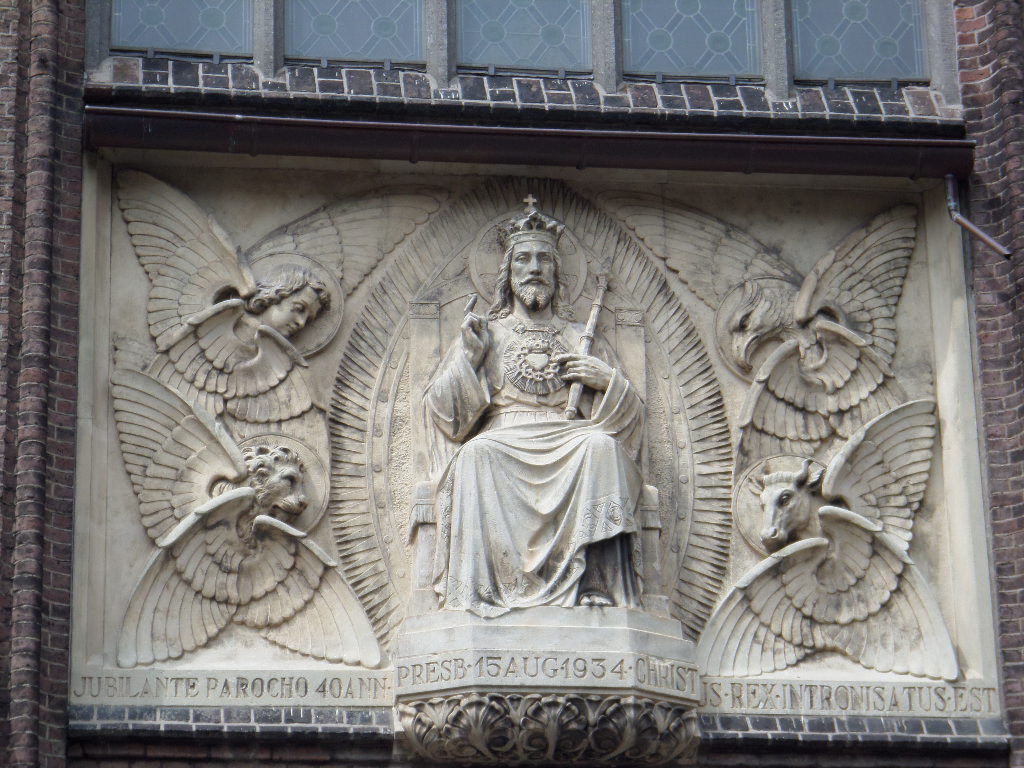
Arnhem (1934)
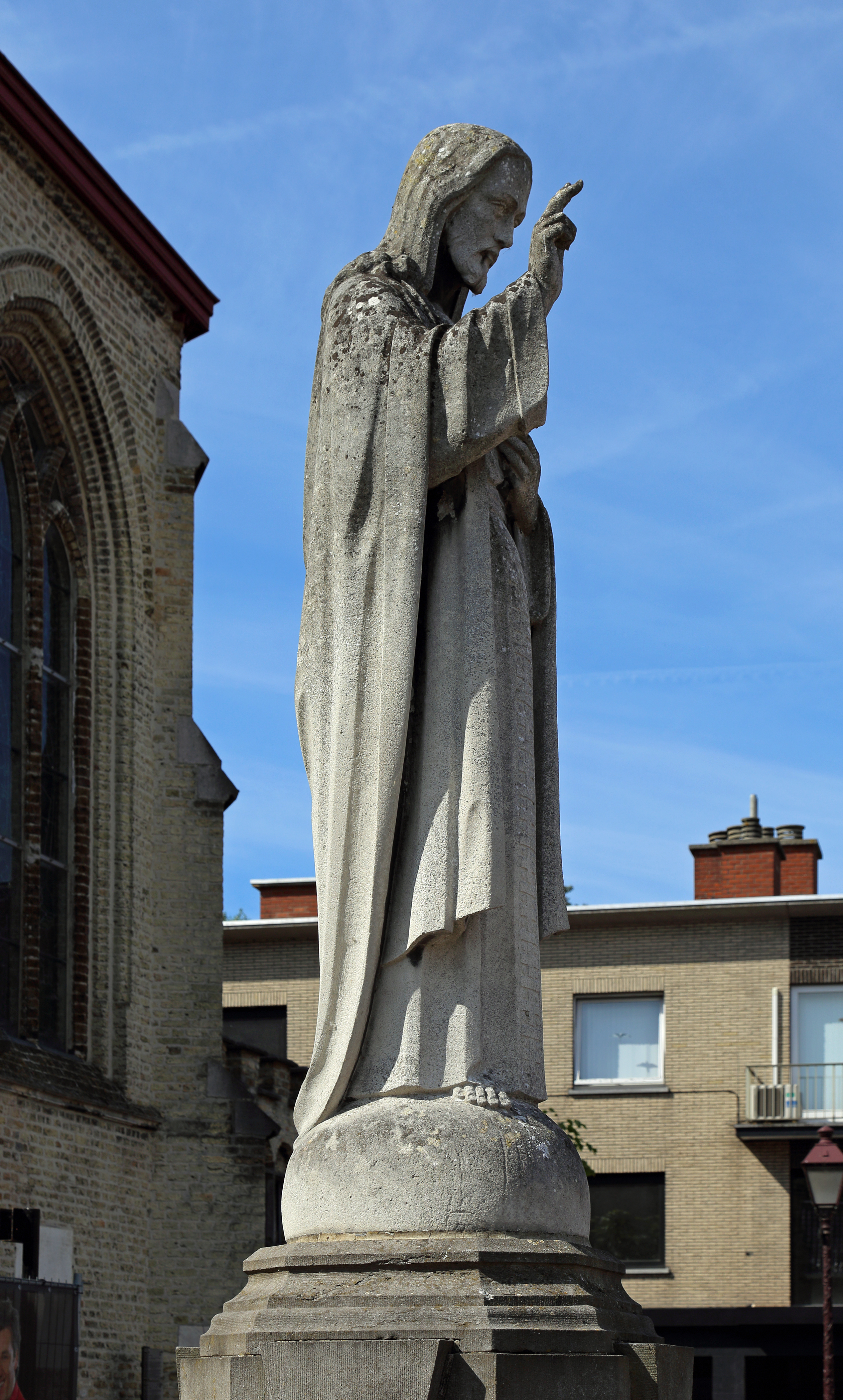
Handzame (België)
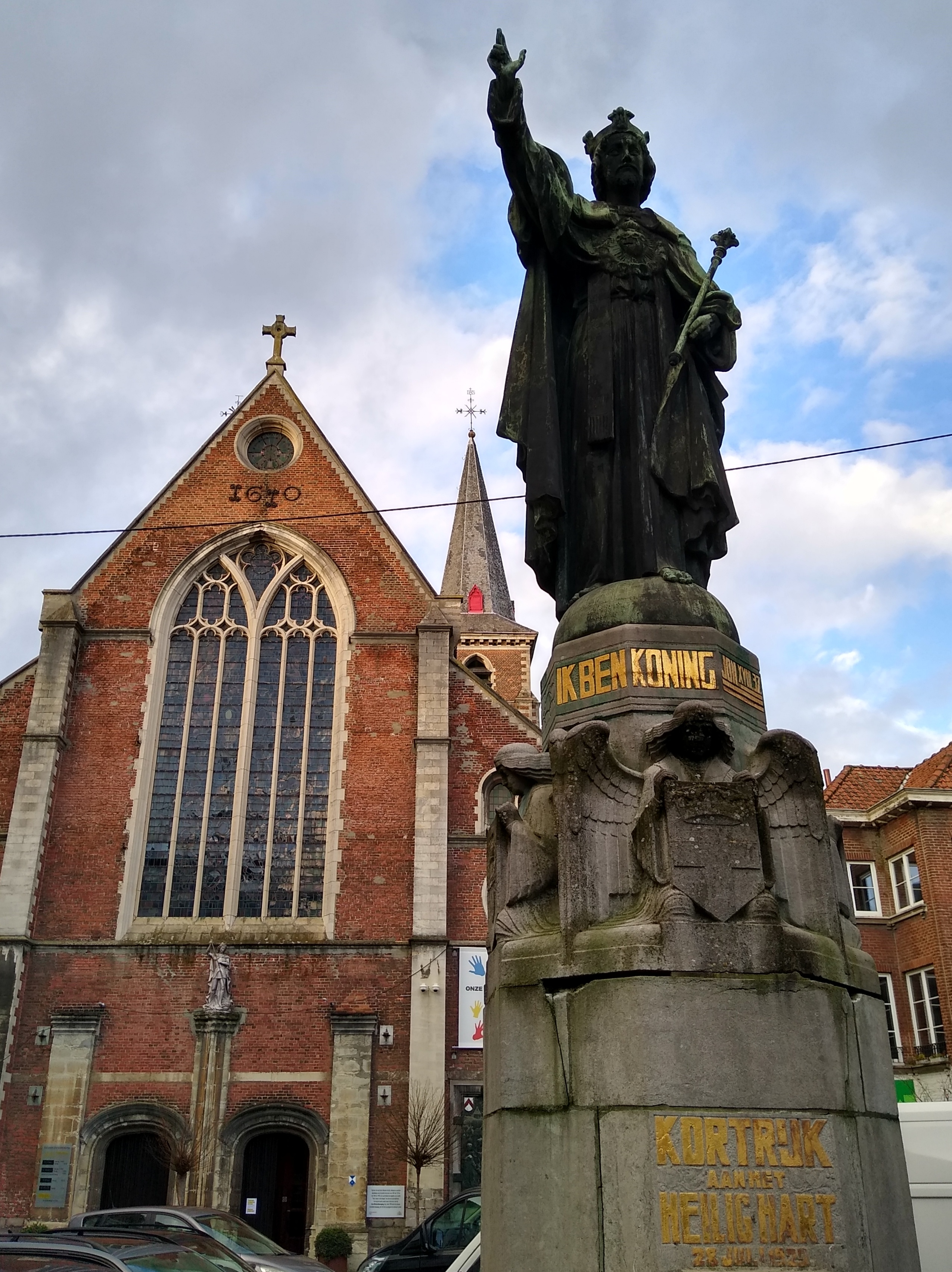
Kortrijk (België)
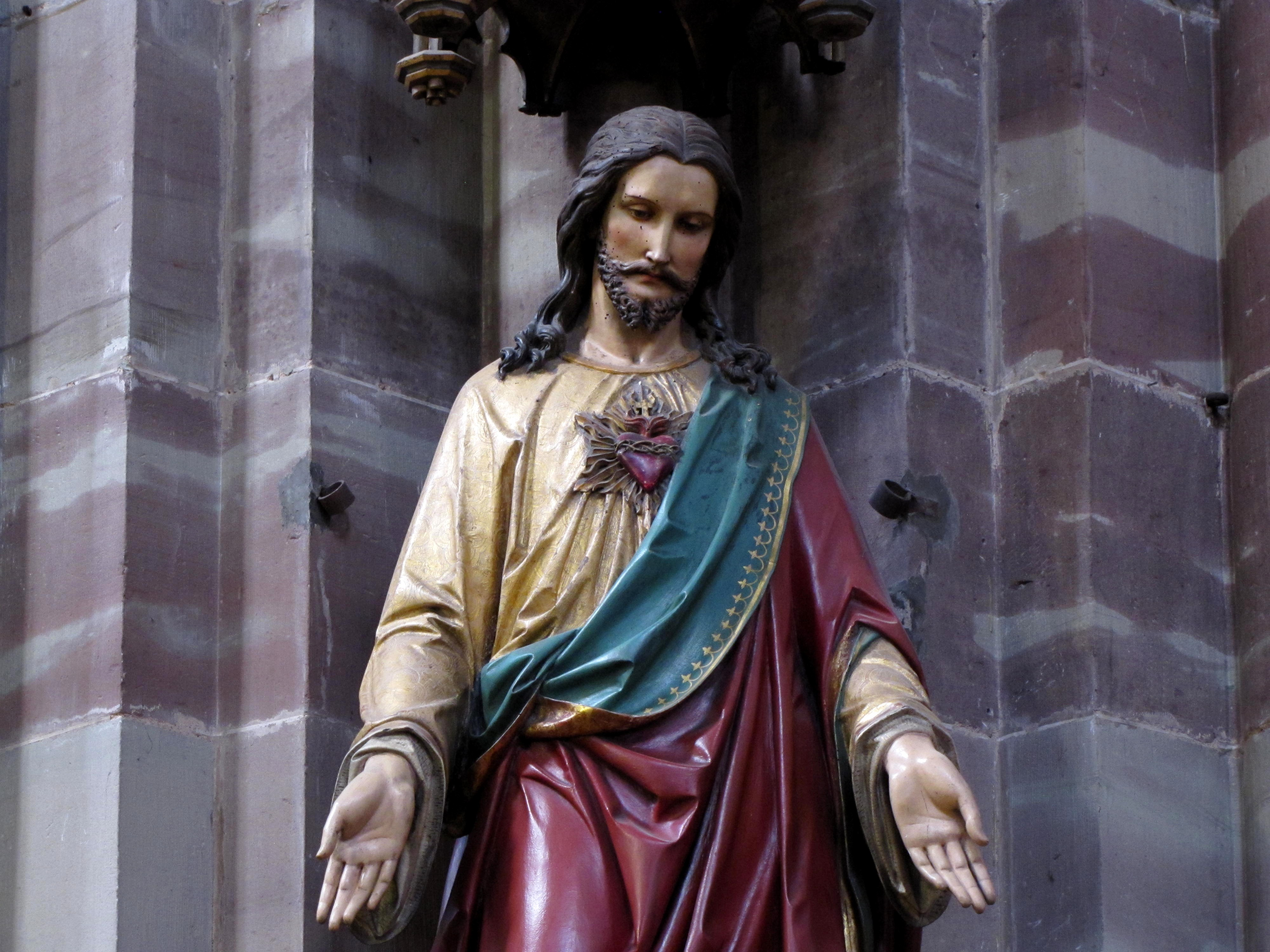
Obernai (Frankrijk)
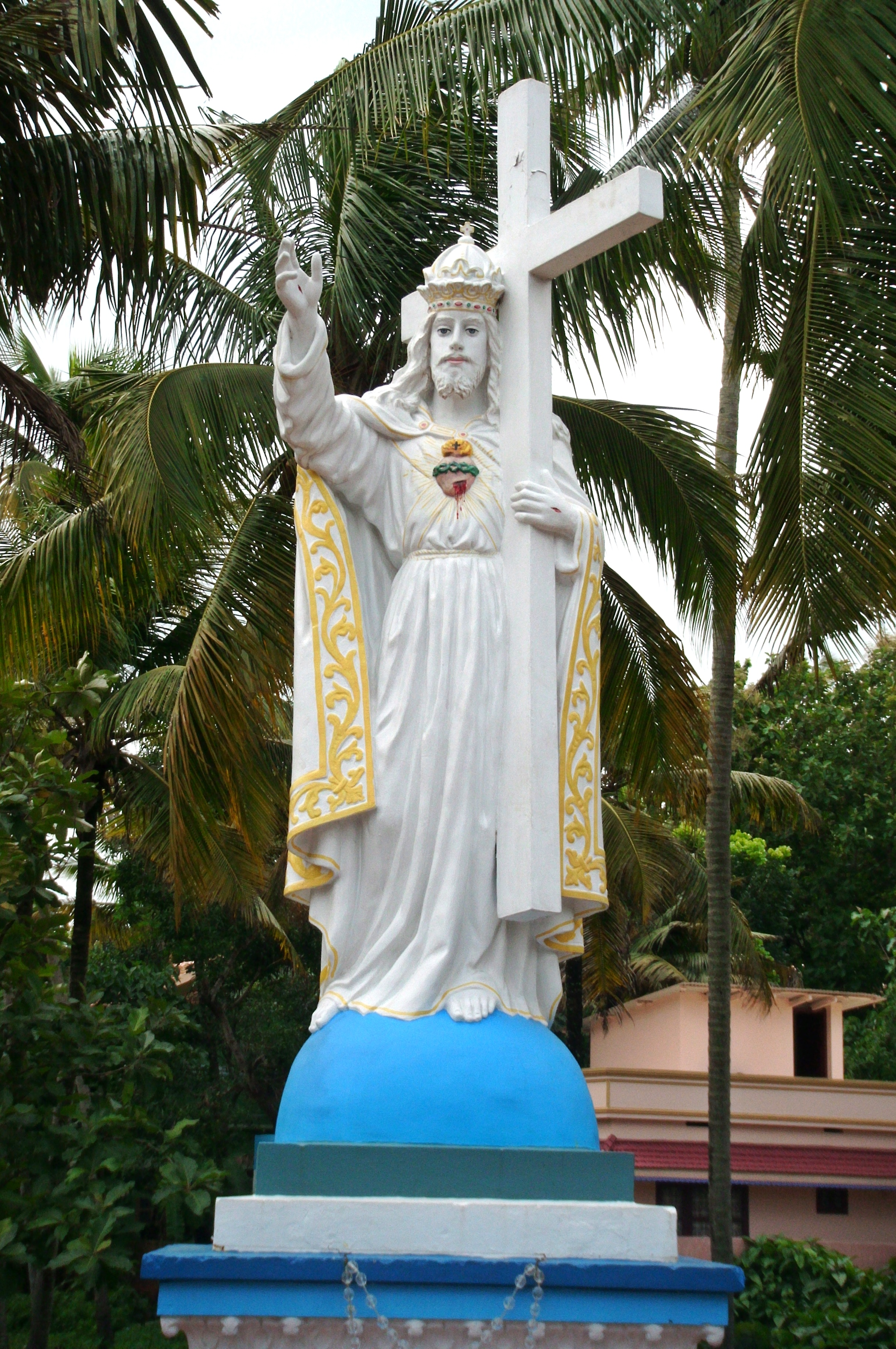
Kollam (India)